# Bara tre kan leka så...
Bara tre kan leka så (engelska: Semi-Tough) är en amerikansk komedifilm från 1977 i regi av Michael Ritchie. I huvudrollerna ses Burt Reynolds, Kris Kristofferson, Jill Clayburgh, Robert Preston, Lotte Lenya och Bert Convy.

## Rollista i urval
- Burt Reynolds - Billy Clyde Puckett
- Kris Kristofferson - Marvin "Shake" Tiller
- Jill Clayburgh - Barbara Jane Bookman
- Robert Preston - Big Ed Bookman
- Bert Convy - Friedrich Bismark
- Roger E. Mosley - Puddin Patterson Sr.
- Lotte Lenya - Clara Pelf
- Richard Masur - Phillip Hooper
- Carl Weathers - Dreamer Tatum
- Brian Dennehy - T.J. Lambert
- Mary Jo Catlett - Earlene Emery
- Joe Kapp - Hose Manning
- Ron Silver - Vlada Kostov
- Jim McKrell - Bud McNair
- Peter Bromilow - Kostovs tolk
- Norman Alden - Coach Alvin Parks